# Nuoto ai campionati mondiali di nuoto 2022 - 200 metri dorso femminili
La gara di nuoto dei 200 metri dorso femminili dei campionati mondiali di nuoto 2022 è stata disputata il 23 e 24 giugno 2022 presso la Duna Aréna di Budapest. Vi hanno preso parte 25 atlete provenienti da 23 nazioni.
La competizione è stata vinta dalla nuotatrice australiana Kaylee McKeown, mentre l'argento e il bronzo sono andati rispettivamente alle statunitensi Phoebe Bacon e Rhyan White.

## Podio
| Posizione | Atleta         | Nazionalità |
| --------- | -------------- | ----------- |
| Oro       | Kaylee McKeown | Australia   |
| Argento   | Phoebe Bacon   | Stati Uniti |
| Bronzo    | Rhyan White    | Stati Uniti |

## Programma
| Data           | Ora (UTC+2) | Turno      |
| -------------- | ----------- | ---------- |
| 23 giugno 2022 | 09:19       | Batterie   |
| 23 giugno 2022 | 18:21       | Semifinali |
| 24 giugno 2022 | 18:53       | Finale     |

## Record
Prima della competizione il record del mondo e il record dei campionati erano i seguenti:
| Record mondiale       | 2'03"35 | Regan Smith Stati Uniti | 26 luglio 2019 Gwangju, Corea del Sud |
| Record dei campionati | 2'03"35 | Regan Smith Stati Uniti | 26 luglio 2019 Gwangju, Corea del Sud |

Nel corso della competizione non sono stati migliorati.

## Risultati

### Batterie
| Pos. | Batteria | Corsia | Atleta                  | Nazionalità   | Tempo   | Note |
| ---- | -------- | ------ | ----------------------- | ------------- | ------- | ---- |
| 1    | 2        | 4      | Phoebe Bacon            | Stati Uniti   | 2'07"89 | Q    |
| 2    | 2        | 3      | Peng Xuwei              | Cina          | 2'08"53 | Q    |
| 3    | 2        | 5      | Margherita Panziera     | Italia        | 2'08"64 | Q    |
| 4    | 1        | 4      | Rhyan White             | Stati Uniti   | 2'09"12 | Q    |
| 5    | 3        | 4      | Kaylee McKeown          | Australia     | 2'09"26 | Q    |
| 6    | 3        | 5      | Kylie Masse             | Canada        | 2'09"37 | Q    |
| 7    | 3        | 6      | Dóra Molnár             | Ungheria      | 2'10"88 | Q    |
| 8    | 3        | 7      | Emma Terebo             | Francia       | 2'11"17 | Q    |
| 9    | 1        | 5      | Katalin Burián          | Ungheria      | 2'11"47 | Q    |
| 10   | 2        | 6      | Laura Bernat            | Polonia       | 2'11"48 | Q    |
| 11   | 2        | 2      | Aviv Barzelay           | Israele       | 2'11"62 | Q    |
| 12   | 1        | 7      | Gabriela Georgieva      | Bulgaria      | 2'12"69 | Q    |
| 13   | 1        | 6      | Lee Eun-ji              | Corea del Sud | 2'13"30 | Q    |
| 14   | 3        | 2      | Tatiana Salcuțan        | Moldavia      | 2'13"45 | Q    |
| 15   | 2        | 7      | Aleksa Gold             | Estonia       | 2'14"02 | Q    |
| 16   | 2        | 1      | Jimena Leguizamón       | Colombia      | 2'16"38 | Q    |
| 17   | 1        | 1      | Alexia Sotomayor        | Perù          | 2'16"65 |      |
| 18   | 3        | 8      | Xenia Ignatova          | Kazakistan    | 2'17"04 |      |
| 19   | 1        | 8      | Carolina Cermelli       | Panama        | 2'20"93 |      |
| 20   | 3        | 0      | Danielle Titus          | Barbados      | 2'21"34 |      |
| 21   | 3        | 9      | Samantha van Vuure      | Curaçao       | 2'29"87 |      |
| 22   | 2        | 0      | Ridima Veerendrakumar   | India         | 2'35"78 |      |
| 23   | 2        | 9      | Aishath Sausan          | Maldive       | 2'53"55 |      |
| -    | 1        | 0      | Yarinda Sunthornrangsri | Thailandia    | -       | dns  |
| -    | 1        | 2      | Anastasia Gorbenko      | Israele       | -       | dns  |
| -    | 1        | 3      | Liu Yaxin               | Cina          | -       | dns  |
| -    | 3        | 3      | Taylor Ruck             | Canada        | -       | dns  |
| -    | 2        | 8      | Andrea Becali           | Cuba          | -       | dq   |
| -    | 3        | 1      | Kristen Romano          | Porto Rico    | -       | dq   |

### Semifinali
| Pos. | Semifinale | Corsia | Atleta              | Nazionalità   | Tempo   | Note |
| ---- | ---------- | ------ | ------------------- | ------------- | ------- | ---- |
| 1    | 2          | 4      | Phoebe Bacon        | Stati Uniti   | 2'05"93 | Q    |
| 2    | 2          | 3      | Kaylee McKeown      | Australia     | 2'06"41 | Q    |
| 3    | 1          | 5      | Rhyan White         | Stati Uniti   | 2'07"04 | Q    |
| 4    | 2          | 5      | Margherita Panziera | Italia        | 2'08"28 | Q    |
| 5    | 1          | 4      | Peng Xuwei          | Cina          | 2'09"19 | Q    |
| 6    | 1          | 3      | Kylie Masse         | Canada        | 2'09"23 | Q    |
| 7    | 2          | 6      | Dóra Molnár         | Ungheria      | 2'09"94 | Q    |
| 8    | 2          | 2      | Katalin Burián      | Ungheria      | 2'10"07 | Q    |
| 9    | 2          | 7      | Aviv Barzelay       | Israele       | 2'10"42 |      |
| 10   | 2          | 1      | Lee Eun-ji          | Corea del Sud | 2'10"48 |      |
| 11   | 1          | 2      | Laura Bernat        | Polonia       | 2'10"87 |      |
| 12   | 1          | 6      | Emma Terebo         | Francia       | 2'11"77 |      |
| 13   | 1          | 7      | Gabriela Georgieva  | Bulgaria      | 2'13"15 |      |
| 14   | 1          | 1      | Tatiana Salcuțan    | Moldavia      | 2'14"10 |      |
| 15   | 2          | 8      | Aleksa Gold         | Estonia       | 2'14"14 |      |
| 16   | 1          | 8      | Jimena Leguizamón   | Colombia      | 2'15"11 |      |

### Finale
| Pos.    | Corsia | Atleta              | Nazionalità | Tempo   | Note |
| ------- | ------ | ------------------- | ----------- | ------- | ---- |
| Oro     | 5      | Kaylee McKeown      | Australia   | 2'05"08 |      |
| Argento | 4      | Phoebe Bacon        | Stati Uniti | 2'05"12 |      |
| Bronzo  | 3      | Rhyan White         | Stati Uniti | 2'06"96 |      |
| 4       | 6      | Margherita Panziera | Italia      | 2'07"27 |      |
| 5       | 7      | Kylie Masse         | Canada      | 2'08"00 |      |
| 6       | 2      | Peng Xuwei          | Cina        | 2'09"13 |      |
| 7       | 1      | Dóra Molnár         | Ungheria    | 2'10"08 |      |
| 8       | 8      | Katalin Burián      | Ungheria    | 2'10"37 |      |